# ریحانی (سرده)
ریحانی (نام علمی: Cyclotrichium) نام یک سرده از تیره نعناعیان است.